# Elección para gobernador de Nuevo Hampshire de 2020
La elección para gobernador de Nuevo Hampshire de 2020 tuvo lugar el 3 de noviembre.
El gobernador republicano titular, Chris Sununu, fue reelegido para un tercer mandato de dos años. Sununu se convirtió en la primera persona en obtener más de medio millón de votos en una elección para gobernador de Nuevo Hampshire.

## Primarias

### Partido Republicano
|  | 89.67 % |

|  | 9.32 % |

|  | 0.85 % |

|  | 0.09 % |

|  | 0.07 % |

|  | 100 % |

### Partido Demócrata
|  | 50.90 % |

|  | 46.06 % |

|  | 0.01 % |

|  | 3.00 % |

|  | 0.03 % |

|  | 100 % |

## Encuestas
| Fuente                      | Fecha                    | Muestra | Margen de error | Sununu (R)              | Feltes (D)               | Otro/Indeciso |     |        |     |     |    |
| --------------------------- | ------------------------ | ------- | --------------- | ----------------------- | ------------------------ | ------------- | --- | ------ | --- | --- | -- |
| Fuente                      | Fecha                    | Muestra | Margen de error | American Research Group | 26-28 de octubre de 2020 | Otro/Indeciso | 864 | ± 4.6% | 51% | 46% | 3% |
| University of New Hampshire | 24-28 de octubre de 2020 | 1.889   | ± 2.3%          | 60%                     | 36%                      | 3%            |     |        |     |     |    |

## Resultados

### Generales
| Elección para gobernador de Nuevo Hampshire 2020 | Elección para gobernador de Nuevo Hampshire 2020 | Elección para gobernador de Nuevo Hampshire 2020 | Elección para gobernador de Nuevo Hampshire 2020 | Elección para gobernador de Nuevo Hampshire 2020 |
| Partido                                          | Partido                                          | Candidato                                        | Votos                                            | %                                                |
| ------------------------------------------------ | ------------------------------------------------ | ------------------------------------------------ | ------------------------------------------------ | ------------------------------------------------ |
|                                                  | Republicano                                      | Chris Sununu                                     | 516,609                                          | 65,12                                            |
|                                                  | Demócrata                                        | Dan Feltes                                       | 264,639                                          | 33,36                                            |
|                                                  | Libertario                                       | Darryl W. Perry                                  | 11,329                                           | 1,43                                             |
| Escritos                                         | Escritos                                         | Escritos                                         | 683                                              | 0,09                                             |
|                                                  |                                                  |                                                  |                                                  |                                                  |
| Votos válidos                                    | Votos válidos                                    | Votos válidos                                    | 793,260                                          | 97,39                                            |
| Participación                                    | Participación                                    | Participación                                    | 814,449                                          | 68,16                                            |
| Registrados                                      | Registrados                                      | Registrados                                      | 1,194,843                                        |                                                  |

### Por condado
| Condado      | Sununu (R) | Sununu (R) | Feltes (D) | Feltes (D) | Perry (L) | Perry (L) | Escritos | Escritos | Total   |        |   |       |
| Condado      | Votos      | %          | Votos      | %          | Votos     | %         | Escritos | Escritos | Total   | Votos  | % | Votos |
| ------------ | ---------- | ---------- | ---------- | ---------- | --------- | --------- | -------- | -------- | ------- | ------ | - | ----- |
| Condado      | Belknap    | 28,074     | 73,68      | 9,491      | 24,91     | 500       | 1,31     | 38       | 0,10    | 38,103 |   |       |
| Carroll      | 22,119     | 67,20      | 10,428     | 31,68      | 348       | 1,06      | 20       | 0,06     | 32,915  |        |   |       |
| Cheshire     | 24,708     | 56,79      | 17,973     | 41,31      | 781       | 1,79      | 49       | 0,11     | 43,511  |        |   |       |
| Coös         | 11,409     | 69,78      | 4,666      | 28,54      | 265       | 1,62      | 10       | 0,06     | 16,350  |        |   |       |
| Grafton      | 29,174     | 54,96      | 23,023     | 43,38      | 838       | 1,58      | 43       | 0,08     | 53,078  |        |   |       |
| Hillsborough | 150,153    | 66,29      | 72,614     | 32,06      | 3,524     | 1,56      | 200      | 0,09     | 226,491 |        |   |       |
| Merrimack    | 56,266     | 63,16      | 31,572     | 35,44      | 1,145     | 1,29      | 106      | 0,12     | 89,089  |        |   |       |
| Rockingham   | 134,292    | 68,17      | 60,232     | 30,58      | 2,337     | 1,19      | 135      | 0,07     | 196,996 |        |   |       |
| Strafford    | 44,542     | 61,35      | 26,791     | 36,90      | 1,205     | 1,66      | 67       | 0,09     | 72,605  |        |   |       |
| Sullivan     | 15,872     | 65,80      | 7,849      | 32,54      | 386       | 1,60      | 15       | 0,06     | 24,122  |        |   |       |
|              |            |            |            |            |           |           |          |          |         |        |   |       |
| Total        | 516,609    | 65,12      | 264,639    | 33,36      | 11,329    | 1,43      | 683      | 0,09     | 793,260 |        |   |       |